# Lycianthes gongylodes
Lycianthes gongylodes är en potatisväxtart som beskrevs av J.L. Gentry. Lycianthes gongylodes ingår i Himmelsögonsläktet som ingår i familjen potatisväxter. Inga underarter finns listade i Catalogue of Life.